# Панов, Алексей Анатольевич
Алексей Анатольевич Панов (род. 3 марта 1964, Ленинград) — российский органист и исследователь старинной музыки. Доктор искусствоведения, профессор факультета филологии и искусств Санкт-Петербургского государственного университета (СПбГУ).
Директор основной образовательной программы СПбГУ «Музыкальное искусство». Научный руководитель программы подготовки магистров «История и теория музыкального исполнительского искусства». Автор значительного количества статей и пяти монографий по проблемам интерпретации старинной музыки и истории органного искусства.
В марте 2022 года подписал обращение сотрудников СПбГУ в поддержку российского вторжения в Украину.

## Научные публикации
Основные научные публикации:
- «Принципы регистровки во французской органной музыке XVII—XVIII столетий.» — Казань, 1993.
- «Семантика немецкой органной терминологии XVII—XVIII вв.» — Казань, 1996.
- «Терминология и регистровка в немецком органном искусстве барокко и галантного маньеризма.» — Казань, 2003.
- «Essays on Problems of Rhythm in the XVIIIth Century: Overdotting and the so-called Taktenlehre (a research of sources).» — Musik-Edition Lucie Galland, Paris & Heilbronn, 1996 (в соавторстве с И. В. Розановым).

Диссертации:
- Дисс. канд. иск. (выполнена на кафедре теории музыки Казанской государственной консерватории им. Н. Г. Жиганова) — «Французская музыка XVII—XVIII вв.: особенности интерпретации (на материале трактатов того времени).» — Российский государственный педагогический университет им. А. И. Герцена, 1994.
- Дисс. докт. иск. (выполнена на кафедре истории зарубежной музыки Московской государственной консерватории им. П. И. Чайковского) — «Практика немецкого органиста XVII—XVIII столетий в зеркале исторических документов.» — Московская государственная консерватория им. П. И. Чайковского, 2006.